# Amor chiquito
Amor Chiquito es el cuarto álbum de estudio de la banda de rock alternativo Fobia, lanzado al mercado el 22 de diciembre de 1995 a través de Sony Music y distribuido internacionalmente por RCA Records. Con este álbum, la banda logró un éxito masivo debido a sus canciones como Hipnotízame y Veneno Vil, aunque otras canciones que no fueron lanzadas como sencillos, como Vivo y Descontrol son ampliamente reconocidas.
Para la grabación de este disco se incorporó en la batería Jorge "La Chiquis" Amaro, sin embargo el nuevo miembro decidió abandonar el grupo al término de la grabación del disco, por lo que entró en su lugar Jay de la Cueva, el cual los acompañó en toda la gira de promoción del disco.
Este fue también el último álbum de estudio antes de la separación del grupo en 1997 y pasarían casi 10 años para que llegara Rosa Venus a agregar canciones frescas al repertorio.

## Lista de canciones
| Amor Chiquito |                                                                                  |                            |          |  |
| N.º           | Título                                                                           | Escritor(es)               | Duración |  |
| 1.            | «Revolución sin manos»                                                           | Francisco Huidobro y Fobia | 4:17     |  |
| 2.            | «Descontrol»                                                                     | Francisco Huidobro y Fobia | 4:59     |  |
| 3.            | «Vestida para matar»                                                             | Francisco Huidobro y Fobia | 3:39     |  |
| 4.            | «Hipnotizame»                                                                    | Francisco Huidobro y Fobia | 3:27     |  |
| 5.            | «Ai kan bugui»                                                                   | Francisco Huidobro y Fobia | 1:16     |  |
| 6.            | «Veneno vil»                                                                     | Francisco Huidobro y Fobia | 4:57     |  |
| 7.            | «Mira tete (Mientras más fumo más te quiero)»                                    | Francisco Huidobro y Fobia | 3:27     |  |
| 8.            | «Sin querer»                                                                     | Francisco Huidobro y Fobia | 4:44     |  |
| 9.            | «Casi amor»                                                                      | Francisco Huidobro y Fobia | 3:25     |  |
| 10.           | «Vivo»                                                                           | Leonardo de Lozanne        | 4:44     |  |
| 11.           | «Casa vacía»                                                                     | Francisco Huidobro y Fobia | 4:14     |  |
| 12.           | «Estrellas en la panza (Hidden Track)» (Nombre no indicado en la lista de temas) | Francisco Huidobro y Fobia | 1:04     |  |
| 00:00         |                                                                                  |                            |          |  |

## Músicos

### Grupo
- Paco Huidobro: Guitarras y coros
- Leonardo de Lozanne: Voz y coros
- Jorge Amaro: Batería y percusiones
- Iñaki Vázquez: Programación, sintetizadores y coros
- Cha!: Bajo

### Músicos invitados
- Gustavo Santaolalla: Guitarra acústica en «Vivo» y solo de bajo en «Casi Amor»
- Aníbal Kerpel: Bajo en «Vivo»
- Rick Kerr: Percusiones
- Margarett Wooten: Violín Segundo
- Melissa Hasin: Chelo
- Jimbo Roos: Viola
- Richard Green: Violín Primero
- John Chainer: Arreglista

## Personal
- Coproducción en Todos los Temas: Richard Kerr
- Arreglo de Cuerdas en «Hipnotizame»: Leonardo de Lozanne, Paco Huidobro y John Schainer
- Arreglo de Cuerdas en «Sin Querer»: Iñaki Vázquez y John Schainer
- Grabado y Mezclado: Rick Kerr y Tony Pelusso
- Grabado y Mezclado: En Los Ángeles y Cuernavaca
- Mazterizado: Tom Baker
- Asistentes de Grabación: James Benett, Dave Domínguez y Andy Warwick
- Fotografía: Carlos Somonte
- Diseño: Roger Gorman

## Trivia
- La canción Vivo es la primera canción compuesta por Leonardo de Lozanne que fue incluida en algún disco de Fobia.
- La canción Casi Amor habla del cariño por sus computadoras.

- Datos: Q4747596